# Boucles de l'Aulne 2009
La Boucles de l'Aulne 2009, settantesima edizione della corsa e valida come evento dell'UCI Europe Tour 2009 categoria 1.1, si svolse il 31 maggio 2009 su un percorso totale di 167,6 km.. Fu vinta dal francese Maxime Bouet che giunse al traguardo con il tempo di 4h16'38", alla media di 39,18 km/h.
Al traguardo 35 ciclisti portarono a termine il percorso.

## Ordine d'arrivo (Top 10)
| Pos. | Corridore           | Squadra      | Tempo    |
| ---- | ------------------- | ------------ | -------- |
| 1    | Maxime Bouet        | Agritubel    | 4h16'38" |
| 2    | Anthony Roux        | F. des Jeux  | s.t.     |
| 3    | Mickaël Larpe       | Roubaix      | s.t.     |
| 4    | Saïd Haddou         | F. des Jeux  | a 2"     |
| 5    | Pierre Rolland      | Roubaix      | a 17"    |
| 6    | Jérémie Galland     | Besson Cha.  | a 25"    |
| 7    | Jonas Van Genechten | AG2R La Mon. | a 28"    |
| 8    | Steven Tronet       | Auber 93     | a 31"    |
| 9    | Rémi Pauriol        | Bretagne     | a 45"    |
| 10   | Maxime Bouet        | Bretagne     | a 53"    |